# Huntířovský potok (přítok Hartského potoka)
Huntířovský potok je menší vodní tok v Krkonošském podhůří, pravostranný přítok Hartského potoka v okrese Trutnov v Královéhradeckém kraji. Délka toku měří 4 km, plocha povodí činí 7,77 km².

## Průběh toku
Potok pramení severně od Kocléřova, části Vítězné, v nadmořské výšce 522 metrů, z východu obtéká Kocléřov a zprava přijímá bezejmenný potok, který Kocléřov obtéká ze západu. Potok tvoří jakousi osu Vítězné a protéká částí Huntířov. V Bukovině se Huntířovský potok zprava vlévá do Hartského potoka v nadmořské výšce 430 metrů.